# Nghi Phương
Nghi Phương là một xã thuộc huyện Nghi Lộc, tỉnh Nghệ An, Việt Nam.
Xã có diện tích 14,46 km², dân số năm 1999 là 6.839 người, mật độ dân số đạt 473 người/km².
Từ xa xưa trên địa bàn xã này có tuyến kênh Nhà Lê nối từ  kinh đô Hoa Lư đến Đèo Ngang đi qua, là tuyến đường thủy đầu tiên trong lịch sử Việt Nam và được coi là tuyến đường Hồ Chí Minh trên sông vì những đóng góp cho các cuộc chiến tranh của người Việt (hiện là một đoạn của sông Cấm theo tên gọi địa phương).

## Hành Chính - Địa Lý
Nghi Phương sau nhiều lần tách và nhập xóm do dân cư thưa thớt thì tháng 1 năm 2019 từ 16 xóm giảm xuống còn 14 xóm cụ thể như sau: Sát nhập xóm 11 và xóm 7 thành xóm 7 (tổng 113 hộ); sát nhập xóm 5 và xóm 16 xóm 14 thành xóm 14 (tổng 181 hộ).
Tháng 9/2019  Nghi Lộc sẽ sáp nhập 338 xóm, trong đó có 113 xóm trên 50% quy mô số hộ gia đình và 225 xóm dưới 50% quy mô số hộ gia đình. Số xóm hình thành sau sáp nhập là 142 xóm, trong đó có 103 xóm đạt 100% quy mô số hộ gia đình, 39 xóm đạt trên 50% quy mô số hộ gia đình. 
Nghi Phương tiếp tục sát nhập từ 14 xóm xuống còn 6 xóm.